# Svetlana Ražnatović
Svetlana Ražnatović (en serbio: Светлана Ражнатовић; nacida como Svetlana Veličković: Светлана Величковић) nació el 14 de junio de 1973 en Žitorađa, Yugoslavia y es una conocida cantante serbia. Ceca (Цеца, pronunciado tsetsa), como es conocida la artista en su país, es la cantante más popular de los Balcanes desde mediados de los años 1990. Su popularidad solo es comparable a la de la estrella yugoslava de música folk Lepa Brena. Comenzó su carrera como cantante de música folk, pero evolucionó a un estilo que se asemeja a la música folk-pop-dance griega moderna denominada turbo-folk.
Ceca es una celebridad y mito sexual en Serbia, donde es una de las mejores pagadas de la industria musical balcánica. Sin embargo, su éxito no solo está ligado a la música. Desde el año 2000, Ceca es la presidenta del equipo de fútbol FK Obilić, club que heredó tras la muerte de su marido, el polémico paramilitar serbio Željko Ražnatović. Además de actriz, Svetlana Ražnatović se enroló en actividades políticas en su país, especialmente las ligadas a la unidad de Serbia, a valores conservadores y al Ejército serbio.

## Biografía
Svetlana Veličković empezó a cantar con 9 años de edad en su localidad natal de Žitorađa. Desde temprana edad tuvo claro que se dedicaría al mundo de la música, como se lo hacía saber a su madre. Con 10 años comenzó a aparecer como invitada de los cantantes serbios de folk. Recorrió la antigua Yugoslavia actuando en bares, normalmente ante audiencias predominantemente masculinas, y llegó a dar conciertos para las comunidades serbias desplazadas en Suiza, Alemania y Austria.

## Carrera musical
En 1987, a la edad de 14 años, salto al mundo del espectáculo, actuando en el Festival Musical Ilidža celebrado en Sarajevo con su canción "Cvetak Zanovetak". Esta era una canción con unas letras algo subidas de tono, pero Ceca asegura que "no comprendía lo que cantaba hasta que cumplí los 16 años". A comienzos de los años 1990, Ceca ya se había convertido en una celebridad de la que Dobrivoje Doca Ivanković (compositor y productor de música folk) fue su mentor.
Sus dos primeros álbumes (Cvetak Zanovetak de 1988 y Ludo srce de 1989) fueron realizados con una fuerte impronta de la música tradicional serbia con algunas canciones en las que se introdujo una más moderna producción ("Lepotan", "Volim te"). To Miki, su tercer álbum, fue un gran éxito en la antigua Yugoslavia. Con más de 350.000 copias vendidas, se convirtió en la artista que más vendía del sello discográfico de la televisión de Belgrado (PGP-RTB) y la tercera artista femenina de música folk que más vendía en Yugoslavia. Continuó en la misma dirección con su siguiente álbum, Babaroga (1991).

### Estrellato
La imagen de Ceca evolucionó en 1992, dejando atrás su imagen inocente para convertirse en el símbolo sexual y representante del turbo-folk, con ajustados y cortísimos vestidos. Continuó trabajando con Futa y Marina Tucaković y más tarde con Aleksandar Milić Mili, joven protegido de Tucaković con el que hoy en día aún sigue trabajando. Sus dos siguientes álbumes, Ja još spavam u tvojoj majici (1994) y Fatalna ljubav (1995), en el que se incluye uno de los mayores éxitos de entonces; Beograd (Belgrado), consiguió ampliar su popularidad. Con una producción musical y videos musicales más modernos, y un estilo más desarrollado, creció su popularidad, como demostró su álbum de 1996 Emotivna luda. Maskarada, su álbum de 1997 tuvo un éxito moderado pese a que la canción "Nevaljala" perteneciente a ese álbum se convirtió en el número uno de las listas de éxitos de Serbia durante 17 semanas consecutivas, lo que era un récord para una canción serbia en el año 1997. Desde entonces sus grabaciones se convirtieron en algo errático debido al nacimiento de sus dos hijos, Anastasija y Veljko, y a la tragedia familiar debida al asesinato de su esposo. Ceca 2000 (1999), Decenija (2001), Gore od ljubavi (2004) e Idealno loša (2006) son los trabajos que completan su discografía. Ha rehusado varios contratos ofrecidos por compañías musicales europeas aduciendo falta de tiempo. Ha vendido más de 19 millones de copias, principalmente en los Balcanes. Su popularidad durante los últimos 16 años la ha hecho ganarse el sobrenombre de "Reina de los Balcanes".
Su éxito de 1997, "Nevaljala" ha sido la única canción en la historia de la lista serbia de éxitos que ha permanecido 17 semanas consecutivas como número uno. Esta canción era el primer sencillo de su álbum Maskarada. Las otras canciones del álbum tuvieron un éxito muy limitado. El videoclip y la canción fueron incluidas nuevamente en su siguiente álbum, Ceca2000, aparecido en 1999. Otra canción de Ceca que estuvo cerca de batir el récord fue "Bruka", que se mantuvo durante 15 semanas. Esta canción formaba parte de su álbum Decenija, lanzado en 2001.

### Conciertos
Ceca evita ir de gira, prefiriendo los conciertos puntuales con gran aforo de público, más espectaculares, encontrándolos (presumiblemente) más apropiados para su estatus de super estrella. Algunos de los más importantes son:

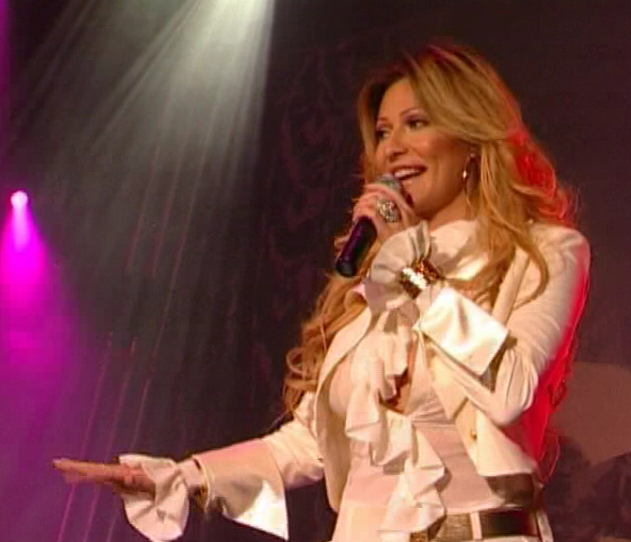
Ceca durante una actuación en 2006.

- 1993 - Estadio Tašmajdan; 12.000 espectadores  (fue su primer gran concierto después de varios años de prensa negativa. Interpretó su mayor éxito en aquella época, Kukavica, 7 veces)

- 1994 - Pabellón Pionir 12.000 espectadores

- 1995 - Pabellón Pionir 12.000 espectadores

- junio de 2002 - Estadio "Pequeño Maracaná" de Belgrado, donde juega el Estrella Roja de Belgrado; espectáculo al más puro estilo hollywoodiense con fuegos artificiales y unos 90.000 espectadores

- 2002 - Gradski stadion en Banja Luka, Bosnia Herzegovina; 20.000 espectadores

- 2005 - Hala Tivoli, Liubliana, Eslovenia; 10 000 espectadores

- 2005 - Estadio Nacional de Fútbol de Skopie, Macedonia; 25.000 espectadores

- 13 de enero de 2006 - concierto gratuito en Niš como parte de la celebración del Año nuevo serbio ortodoxo; aproximadamente 80.000 espectadores (el público asistente llegó acudió desde lugares como Macedonia, Bulgaria, Montenegro)

- 17 de junio de 2006 - Ušće, Belgrado; más de 120.000 espectadores

- 14 de septiembre de 2006 - Estadio Nacional Vasil Levski de Sofía, Bulgaria; aproximadamente 15.000 espectadores

- 4 de octubre de 2006 - Jagodina ; 30.000 espectadores

- 13 de enero de 2007 - celebración del Año nuevo serbio ortodoxo en Belgrado, evento de un día de duración organizado por la coalición de partidos serbios de derechas (Partido Democrático de Serbia y Nueva Serbia), con artistas como Riblja čorba, Negative, Eyesburn, Rambo Amadeus, y Ceca como colofón, actuando desde las 10:40 de la mañana hasta más allá de las 00:00 ante una multitud de aproximadamente 500.000 espectadores. Entre otras figuras públicas se encontraban presentes el primer ministro Serbio Vojislav Koštunica, el Ministro Velimir Ilić, el poeta Matija Bećković, Sandra Rašković-Ivić...

- 8 de julio de 2007 - Herceg Novi, Montenegro --- 33.000 espectadores

- 13 de julio de 2007 - Vrnjačka Banja, Serbia --- 80.000 espectadores

- 28 de junio de 2008 - Gradski stadion de Banja Luka, Bosnia Herzegovina - 30.000 espectadores

(20 años de Ceca)
- 4 de abril de 2009 - Grodonnia - Zúrich, Suiza

- 28 de noviembre de 2009 - Centro de Exposiciones y Congresos de Liubliana (Gospodarsko razstavišče) - Liubliana, Eslovenia - 10 000 espectadores

- 31 de diciembre de 2009 - Feria de Belgrado - Belgrado, Serbia

- 28 de junio de 2013 - Ušće, Belgrado; más de 150.000 espectadores

- 21 de agosto de 2015 - Nesebar, Bulgaria; más de 30.000 espectadores

- 16 de marzo de 2017 - Sofia, Bulgaria; más 20.000 espectadores

- 17 de marzo de 2017 - Sofia, Bulgaria; más 20.000 espectadores
- 20 de julio de 2018 - Bajina Bašta, Serbia;  más de 30.000 espectadores

## Vida personal

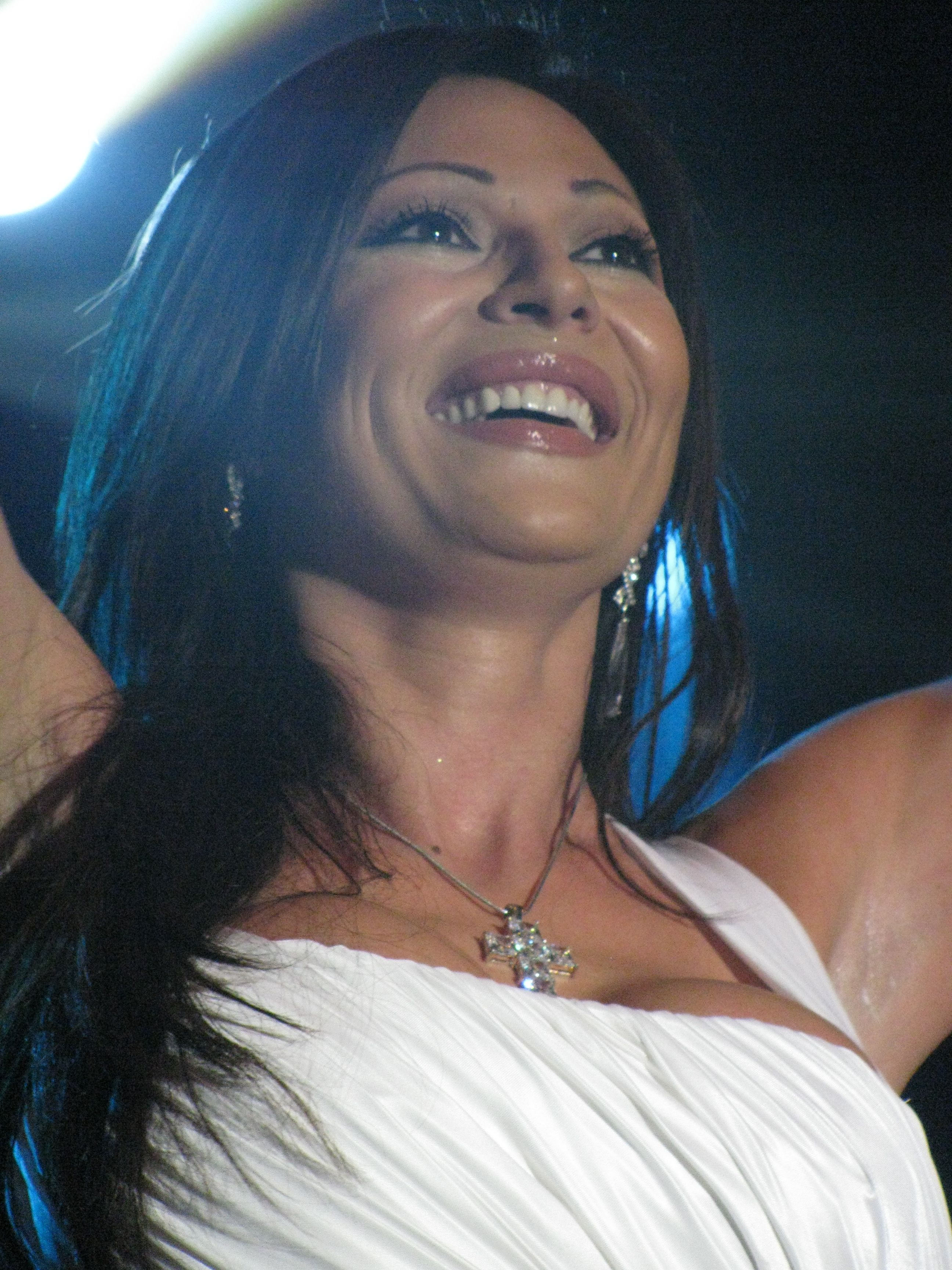
Ceca durante un concierto en 2009.

Svetlana Veličković, cristiana ortodoxa confesa, tuvo varias aventuras sentimentales durante su juventud. En 1991 se escapó a Suiza con un restaurador musulmán y poco después salió con Dejan "Saban" Majanovic, un mafioso serbio.
En 1993, Ceca conoció al paramilitar serbio Željko Ražnatović. La joven cantante de 20 años ya era una celebridad en Yugoslavia y Arkan quiso conocer a la nueva estrella para agradecerle, especialmente, su aliento nacionalista que se reflejaba en sus canciones. Sin embargo, el paramilitar aseguró que era demasiado delgada para él -pesaba 48 kilos- y Ceca comenzó su particular proceso de transformación. La cantante pasó a convertirse en símbolo sexual serbio gracias a sus curvas, sus voluptuosos pechos, su larga melena morena y sus labios.
La nueva pareja se casó en 1995 ciñéndose a la antigua tradición serbia. Arkan se desplazó hasta Žitorađa con una comitiva compuesta por 40 SUV desplazados desde Belgrado hacia la ciudad natal de Ceca para pedir su mano, también a la antigua tradición serbia —disparando a una manzana en el suelo de la casa de los padres—. Arkan se vistió con un traje de oficial del Ejército monárquico serbio y la boda fue transmitida a todo el país y se vendieron 100.000 copias del vídeo de su boda. Adoptó el apellido de su marido, para pasar a llamarse Svetlana Ražnatović, y estuvo casada hasta enero de 2000, cuando Željko Ražnatović fue asesinado. Durante ese período, Ceca tuvo dos hijos con el paramilitar serbio. Desde el momento de su matrimonio con Arkan, la popularidad de Ceca aumentó considerablemente. Considerada anteriormente como una joven cantante, Ceca transformó su inocente imagen y comportamiento en el de una "vampiresa", símbolo sexual del momento en su país.
La cantante vive en una zona residencial de Belgrado, donde posee una lujosa mansión que sirvió como fortaleza, con alusiones nacionalistas y a su marido, como alfombras de tigre y retratos de la pareja.

## Controversias
La vida y carrera musical de Ceca como artista y personaje público han estado siempre acompañadas de polémicas. En 1995 contrajo matrimonio con Željko Ražnatović "Arkan", líder del grupo paramilitar de Los Tigres de Arkan y uno de los criminales más influyentes de Belgrado en la década de los años 1990. Su matrimonio con Arkan y su ambigua relación con el régimen de Milosevic mantuvo a Ceca vetada en numerosos países de la Unión Europea, donde no se le permitió la entrada para realizar sus giras musicales. Para gran parte de la derecha y ultraderecha serbia, Arkan fue un héroe, aunque para los demás serbios no pasó de ser un criminal de guerra. Arkan fue asesinado el 15 de enero de 2000 en el vestíbulo del hotel Intercontinental de Belgrado, mientras Ceca estaba de compras con su hermana Lidija. 

### Problemas con la justicia
En marzo de 2003 Ceca fue arrestada en su domicilio y detenida durante cuatro meses acusada de prestar ayuda al clan de Zemun para perpetrar el asesinato del primer ministro serbio Zoran Đinđić, así como por posesión ilegal de armas. Se le acusa además de haber financiado al camionero que intentó embestir el coche de Djindjic el 21 de febrero. Posteriormente fue absuelta de todos los cargos.
Ceca fue nuevamente acusada por la fiscalía serbia en marzo de 2011 con respecto a un posible fraude cometido durante su período de presidencia del Obilić, cuando, presumiblemente, habría cobrado alrededor de 4,5 millones de euros entre 2000 y 2003 por los traspasos de diez futbolistas del club serbio. Su hermana Lidija y los directivos Dragisa Binic y Jovan Dimitrijevic también se encontraban entre los acusados, pero fue Ceca quien se enfrentaba a una pena de doce años de prisión. En mayo de ese mismo año entró en vigor en Serbia la Ley de Procedimiento Penal, de la que Ražnatović se benefició al anularse la pena impuesta por la fiscalía, ya que llegó a un acuerdo con la justicia serbia y se impuso, en su lugar, una multa de 1,5 millones de euros y prisión domiciliaria durante doce meses, en la que la artista sería vigilada. La medida provocó la indignación en los círculos sociales serbios.

### Nacionalismo
La figura de Ceca ha sido vinculada en numerosas ocasiones al nacionalismo serbio. El grupo paramilitar creado por su difunto marido, Los Tigres, lo compusieron hinchas radicales del Estrella Roja de Belgrado y militares profesionales. Por ello es muy común comprobar que muchos hinchas radicales de este club y de la extrema derecha serbia acuden en masa a los conciertos de la cantante. En un concierto de Ceca en agosto de 2002 en el estadio Pequeño Maracaná de Belgrado y ante 80.000 personas, estos sectores radicales despidieron a la diva serbia con cánticos entre los que se pudieron escuchar: "Arkan, Arkan, Arkan", "Kosovo, Kosovo, Kosovo".
Sin embargo, no han sido las únicas vinculaciones de Svetlana Ražnatović con la política o el nacionalismo serbio. Muchas de sus canciones alentaron las campañas paramilitares de Bosnia y Croacia o acompañaron los viajes en avión de los deportados kosovares a Albania. Días después de la muerte de su marido Arkan, Ceca aseguró que "nadie como él arriesgó más por el orgullo serbio ni mantuvo más alto el honor de nuestro Ejército".
Svetlana Ražnatović es, también, la responsable de una fundación llamada Fundación por el Tercer Hijo, en la que anima a los matrimonios serbios a procrear, ya que "solo así conseguiremos repoblar nuestra patria".

## Otras actividades

### Actuación
A los 17 años Ceca hizo el papel de Koštana, una bella cantante y bailarina gitana, en la película Nečista Krv (Sangre impura, traducido al español), de Stojan Stojčić, película basada en los trabajos del escritor serbio Borisav Stanković. Pese a haber actuado en otras producciones de Rade Šerbedžija, Ljuba Tadić y otros, sentía que su papel no era muy importante y consiguió que sus escenas fueran eliminadas debido a la "baja calidad" de las mismas.

### Fútbol
Heredó el FK Obilić de su marido, convirtiéndose en su presidenta. Ya cuando Arkan estaba perseguido por la Interpol por crímenes de guerra, Ceca asumió la responsabilidad del club y tomó las riendas del, por aquel entonces, actual campeón de la liga serbia. En septiembre de 1998 viajó a Madrid junto al Obilić para enfrentarse al Atlético de Madrid en la Copa de la UEFA, que a la postre lo eliminó del campeonato.
Sus comienzos en el mundo del fútbol no fueron muy afortunados por factores extradeportivos, ya que el campeón serbio provocaba la repulsa del fútbol europeo por sus contactos con el temido criminal. Frente al FC Bayern de Múnich, Ceca pudo comprobar las primeras protestas ante su club. Más tarde, una fundación alemana en defensa de los derechos humanos conocida como David contra Goliat manifestó: "Es una vergüenza para el fútbol europeo el que, pese a las informaciones que se disponen sobre las acciones criminales de Zeljko Raznatovic, el campeón yugoslavo no sea excluido de la participación en la Copa de la UEFA".
Cuando Miljan Miljanić abandonó la presidencia de la Asociación de Fútbol de Yugoslavia en septiembre de 2001, la prensa animó abiertamente a la elección de Ceca para tener a la presidenta más guapa, pero finalmente fue elegido el antigo jugador del Estrella Roja de Belgrado, Dragan Stojković Piksi para el citado puesto.

### Política
Ceca fue designada presidenta honoraria del Partido de la Unidad Serbia (SSJ) fundado por Arkan. Nunca se comprometió en exceso en las decisiones del partido y dice que aceptó el cargo en honor de su marido fallecido. Tras varios encontronazos con el presidente del partido, Borislav Pelević, se apartó definitivamente de la política.
En la noche del 17 de marzo de 2004, Ceca y Kristijan Golubovic (mafioso serbio y antiguo socio de Arkan) llamaron a manifestarse frente al edificio del gobierno en Belgrado para hablar sobre la situación de Kosovo y la quema de más de 300 Iglesias Serbias Ortodoxas en Kosovo por terroristas albaneses. Alborotadores serbios dañaron la Mezquita Bajrakli de Belgrado y la Mezquita Agina de Nis.

### Actividades a favor de "Tercer Hijo"
Ceca es la presidenta de la Organización Humanitaria "Tercer Hijo", cuyo propósito es incrementar los nacimientos en Serbia y ayudar a las familias que ya tienen tres o más niños. Ha organizado varios conciertos de carácter humanitario para conseguir dinero para comida, ropa y demás a beneficio de los serbios de Kosovo, después de los altercados de marzo de 2004.

## Discografía

### Álbumes de estudio
- Cvetak Zanovetak (1988)
- Ludo srce (1989)
- To Miki (1990)
- Babaroga (1991)
- Šta je to u tvojim venama (1993)
- Ja još spavam u tvojoj majici (1994)
- Fatalna ljubav (1995)
- Emotivna luda (1996)
- Maskarada (1997)
- Ceca 2000 (1999)
- Decenija (2001)
- Gore od ljubavi (2004)
- Idealno loša (2006)
- Ljubav živi (2011)
- Poziv (2013)
- Autogram (2016)